# 阿伯茨克里克鎮區 (北卡羅萊納州戴維森縣)
阿伯茨克里克鎮區（英語：Abbotts Creek Township）是位於美國北卡羅萊納州戴維森縣的一個鎮區。

## 地方資料
阿伯茨克里克鎮區的面積為77.95平方千米，皆為陸地。根據2020年美國人口普查的數據，當地共有人口14552人，而人口密度為每平方千米186.68人。